# Письмо из юности
«Письмо́ из ю́ности» — советский фильм 1973 года режиссёра Юрия Григорьева по повести Анатолия Соболева «Какая-то станция».

## Сюжет
Великая Отечественная война. Как и все подростки, Вася Чариков рвётся на фронт. Он поступает в водолазную школу, но после её окончания его посылают в глубокий тыл — на станцию с небольшим посёлком при местном деревообрабатывающем заводе с целью участия в расчистке от топляка озера.
Поначалу, Вася испытывает горькое разочарование: вместо того чтобы сражаться на фронте, он должен торчать здесь на водолазных работах… Но потом он видит, как самоотверженно работают для фронта женщины и подростки, вставшие на место мужчин ушедших на фронт, его поражает трудолюбие и долготерпение работниц, их мужество, целомудрие, верность, чуткость к чужому горю и умение выручить и поддержать друг друга. Как по-своему мудро руководит этим «бабьим царством» демобилизованный с фронта по ранению директор завода.
Вася успевает привязаться, как к родным, к этим людям героически буднично трудящимся для победы, и осознать важность и своей работы.
По окончании водолазных работ Васю всё-таки направляют на фронт, и среди боёв он вспоминает далекий тыловой посёлок и тех замечательных людей.

В фильме, рассказывающем о далеком тыле, возникает правдивый образ военного времени, переданы чувства, надежды советского народа в те тяжкие дни. Отдельные персонажи, эпизоды поставлены с большой проникновенностью и художественной цельностью. Вообще в этой картине люди красивы той нравственной красотой, которая дороже всего. Думается, режиссер и драматург сознательно «высветлили» атмосферу картины, заставив нас смотреть на мир глазами юности, для которой он всегда прекрасен. Пожалуй, в этом и состоит обаяние фильма.— кинокритик Фрида Маркова, журнал «Спутник кинозрителя», март 1974 года

## В ролях
| Актёр                | Роль                                         |
| -------------------- | -------------------------------------------- |
| Леонид Неведомский   | Семён Григорьевич Субтиля, старшина, водолаз |
| Евгений Карельских   | Лёха Сухаревский, водолаз                    |
| Евгений Кондратьев   | Вася Чарик, водолаз                          |
| Вячеслав Расцветаев  | Иван Игнатьевич Соложенкин, директор завода  |
| Валентина Сперантова | Назариха, кузнец                             |
| Лариса Леонова       | Клава                                        |
| Раиса Рязанова       | Фрося                                        |
| Наталия Дмитриева    | Анна Петровна, Нюра                          |
| Елена Борзова        | Тоня                                         |
| Светлана Харитонова  | мать Тони                                    |
| Клавдия Козлёнкова   | Глаша                                        |
| Лена Воинова         | Нюся Уткина, девочка из посёлка              |
| Данила Перов         | Митя, сын Анны Петровны                      |
| Ирина Муравьёва      | рабочая завода (нет в титрах)                |

## Съёмки
Фильм снимали под городом Вышний Волочёк.